# 1321
1321 (MCCCXXI) a fost un an obișnuit al calendarului iulian, care a început într-o zi de sâmbătă.

## Evenimente
- 19 aprilie: Papa Ioan al XXII-lea amenință cu excomunicarea pe regele Frederic al II-lea al Siciliei.
- 21 iunie: Edictul de la Poitiers: regele Filip al V-lea al Franței ordonă uciderea leproșilor.

### Nedatate
- mai-iunie: Răscoale ale păstorilor în Navara, ținuturile bascilor, sudul Aquitaniei și Languedoc.
- Bătălia de la râul Irpen: ducele Gediminas înfrânge pe prințul Stanislav al Kievului, de la care cucerește Brest și Volînia.
- Ducele Gediminas al Lituaniei primește botezul.
- Începe o nouă perioadă de foamete și epidemii în Anglia.
- Începe revolta lui Roger Mortimer, conte de La Marche, împotriva regelui Angliei.
- Începe un război civil în Imperiul bizantin (până la 1328), în care Andronic (viitorul Andronic al III-lea), sprijinit de aristocrația rurală luptă împotriva tatălui său, împăratul Andronic al II-lea Paleolog.
- Regele Eduard al II-lea al Angliei este din nou înfrânt în Scoția de regele Robert Bruce.

## Arte, științe, literatură și filosofie
- Apare Ars nova, tratat de muzică aparținând lui Philippe de Vitry.
- Regele Ștefan Milutin al Serbiei fondează mănăstirea Gračanica.

## Nașteri
- 5 februarie: Ioan al II-lea, marchiz de Montferrat (d. 1372)
- Ioan I de Mecklenburg-Stargard (d. ?)
- Ioan al III-lea, împărat bizantin de Trapezunt (d. 1362)

## Decese
- 27 aprilie: Nicolò Albertini, om de stat italian (n. 1250)
- 31 mai: Birger (Birger Magnusson), rege al Suediei (n. 1280)
- 14 septembrie: Dante Alighieri (n. Durante di Alighiero degli Alighieri), poet italian, în exil la Ravenna.(n. 1265)
- 29 octombrie: Ștefan Uroš II Milutin, rege al Serbiei (n. 1253)
- Ibn al-Banna, matematician arab (n. 1256)

- Mubarak-han, sultan de Delhi (n. ?)

## Înscăunări
- 5 iulie: Ghiyath al-Din Tughlûq, sultan de Delhi (1321-1325)